# Дмитрієвка (Нордовська сільська рада)
Дми́трієвка (рос. Дмитриевка, башк. Дмитриевка) — присілок у складі Мелеузівського району Башкортостану, Росія. Входить до складу Нордовської сільської ради.
Населення — 356 осіб (2010; 325 в 2002).
Національний склад:
- росіяни — 33%